# Neurapraxie
 Mise en garde médicale
La neurapraxie est une interruption de la conduction nerveuse sur le trajet d'un axone, sans qu'il y ait lésion de ce dernier. Elle se traduit cliniquement par un déficit de fonction, le plus souvent transitoire, se traduisant sur le plan électrophysiologique par un bloc de conduction nerveuse. Sur le plan histopathologique, elle s'accompagne parfois d'une altération morphologique de la gaine de myéline ou d'une démyélinisation segmentaire.
Un syndrome de neurapraxie cervicale avec quadriplégie transitoire a été individualisé, notamment en médecine du sport ; sa prévention primaire ou secondaire peut passer par la mesure radiologique de l'indice de Torg et Pavlov.